# Roemenië op de Olympische Winterspelen 2018
Roemenië was een van de deelnemende landen aan de Olympische Winterspelen 2018 in Pyeongchang, Zuid-Korea.

## Deelnemers en resultaten
(m) = mannen, (v) = vrouwen 

### Alpineskiën
| Olympiër          | Onderdeel        | Resultaat | Prestatie                                                            |
| ----------------- | ---------------- | --------- | -------------------------------------------------------------------- |
| Alexandru Barbu   | reuzenslalom (m) | 55e       | 1e run: 1.19,74 (66e) 2e run: 1.17,40 (52e) totaal: 2.37,14 (+19,10) |
| Alexandru Barbu   | slalom (m)       | DNF       | 1e run: niet gefinisht                                               |
|                   |                  |           |                                                                      |
| Ania Monica Caill | afdaling (v)     | 28e       | 1.45,06 (+5,89)                                                      |
| Ania Monica Caill | super g (v)      | 36e       | 1.25,74 (+4,63)                                                      |

### Biatlon
| Olympiër                                            | Onderdeel         | Resultaat | Prestatie                                                                                            |
| --------------------------------------------------- | ----------------- | --------- | --- |
| George Buta                                         | individueel (m)   | 37e       | 51.55,6 (+3.51,8) pen.: 1 (0 + 0 + 1 + 0)                                                            |
| Remus Faur                                          | individueel (m)   | 74e       | 55.01,5 (+6.57,7) pen.: 4 (0 + 0 + 0 + 4)                                                            |
| Remus Faur                                          | sprint (m)        | 68e       | 26.03,3 (+2.24,5) pen.: 1 (0 + 1)                                                                    |
| Gheorghe Pop                                        | individueel (m)   | 69e       | 54.40,1 (+6.36,3) pen.: 3 (2 + 0 + 1 + 0)                                                            |
| Gheorghe Pop                                        | sprint (m)        | 86e       | 28.04,4 (+4.25,6) pen.: 5 (2 + 3)                                                                    |
| Cornel Puchianu                                     | individueel (m)   | 55e       | 53.12,1 (+5.08,3) pen.: 4 (0 + 2 + 0 + 2)                                                            |
| Cornel Puchianu                                     | sprint (m)        | 60e       | 25.52,7 (+2.13,9) pen.: 1 (1 + 0)                                                                    |
| Cornel Puchianu                                     | achtervolging (m) | 58e       | 39.37,6 (+6.45,9) pen.: 5 (1 + 1 + 2 + 1)                                                            |
| Marius Ungureanu                                    | sprint (m)        | 87e       | 28.59,1 (+5.20,3) pen.: 4 (2 + 2)                                                                    |
| George Buta Remus Faur Gheorghe Pop Cornel Puchianu | estafette (m)     | 14e       | 20.32,7 / 0+0 0+1 20.16,9 / 0+ 0+2 20.25,6 / 0+1 0+1 21.35,9 / 0+0 2+3 1:22.51,1 / 0+1 2+7 (+7.34,6) |
|                                                     |                   |           | |
| Eva Tofalvi                                         | individueel (v)   | 84e       | 52.13,7 (+11.06,5) pen.: 7 (1 + 2 + 4 + 0)                                                           |
| Eva Tofalvi                                         | sprint (v)        | 81e       | 25.20,0 (+4.13,8) pen.: 4 (2 + 2)                                                                    |

### Bobsleeën
| Olympiër                                                                          | Onderdeel       | Resultaat | Prestatie                               |
| --------------------------------------------------------------------------------- | --------------- | --------- | --------------------------------------- |
| Mihai Cristian Tentea Nicolae Ciprian Daroczi                                     | tweemansbob (m) | 18e       | 3.18,98 (49,69 / 49,72 / 49,93 / 49,64) |
| Dorin Alexandru Grigore Florin Cezar Crăciun Levente Bartha Paul-Septimiu Muntean | viermansbob (m) | 29e       | 2.23,15 (50,55 / 50,79 / 50,81)         |
|                                                                                   |                 |           |                                         |
| Maria Constantin Andreea Grecu                                                    | tweemansbob (v) | 15e       | 3.25,53 (51,17 / 51,40 / 5139 / 51,57)  |

### Langlaufen
| Olympiër                                   | Onderdeel             | Resultaat | Prestatie                              |
| ------------------------------------------ | --------------------- | --------- | -------------------------------------- |
| Alin Florin Cioanca                        | sprint (m)            | 47e       | kwalificatie: 3.22,22 (+13,68)         |
| Alin Florin Cioanca                        | 15 km vrije stijl (m) | 43e       | 36.31,9 (+2.48,0)                      |
| Paul Constantin Pepene                     | 15 km vrije stijl (m) | 37e       | 36.19,1 (+2.35,2)                      |
| Paul Constantin Pepene                     | 30 km skiatlon (m)    | 24e       | 1:18.20,4 (+2.00,4)                    |
| Paul Constantin Pepene                     | 50 km klassiek (m)    | 32e       | 2:18.44,0 (+10.21,9)                   |
| Alin Florin Cioanca Paul Constantin Pepene | teamsprint (m)        | HF        | halve finale-1: 16.52,38 (+53,54) (9e) |
|                                            |                       |           |                                        |
| Timea Lorincz                              | sprint (v)            | 61e       | kwalificatie: 3.48,84 (+40,10)         |
| Timea Lorincz                              | 10 km vrije stijl (v) | 53e       | 28.40,9 (+3.40,4)                      |

### Rodelen
| Olympiër                                                            | Onderdeel          | Resultaat | Prestatie |
| ------------------------------------------------------------------- | ------------------ | --------- | --- |
| Valentin Cretu                                                      | mannen             | 29e       | run 1: 49,030 (+1,378) (28e) run 2: 49,085 (+1,460) (33e) run 3: 48,424 (+0,890) (26e) run 4: niet gekwalificeerd |
| Andrei Turea                                                        | mannen             | 31e       | run 1: 49,482 (+1,830) (32e) run 2: 48,489 (+0,864) (26e) run 3: 49,314 (+1,780) (35e) run 4: niet gekwalificeerd |
| Cosmin Atodiresei Stefan Musei                                      | dubbels            | 19e       | run 1: 47,101 (+1,281) (18e) run 2: 47,171 (+1,294) (19e) totaal: 1.34,272 (+2,575)                               |
|                                                                     |                    |           | |
| Raluca Strămăturaru                                                 | vrouwen            | 7e        | run 1: 46,469 (8e) run 2: 46,532 (12e) run 3: 46,606 (9e) run 4: 46,681 (6e) totaal: 3.06,288                     |
|                                                                     |                    |           | |
| Raluca Strămăturaru Valentin Crețu Cosmin Atodiresei / Ştefan Musei | gemengde estafette | 10e       | 47,097 (3e) 49,609 (12e) 50,138 (12e) totaal: 2.26,844                                                            |

### Schaatsen
| Olympiër             | Onderdeel | Resultaat | Prestatie     |
| -------------------- | --------- | --------- | ------------- |
| Alexandra Ianculescu | 500 m (v) | 31e       | 40,70 (+3,76) |

### Schansspringen
| Olympiër           | Onderdeel          | Resultaat | Prestatie                                                                           |
| ------------------ | ------------------ | --------- | ----------------------------------------------------------------------------------- |
| Daniela Haralambie | normale schans (v) | 25e       | 1e sprong: 80,5 m - 66.5 pnt (27e) 2e sprong: 85,0 m - 84.3 pnt (20e) totaal: 150.8 |

### Skeleton
| Olympiër              | Onderdeel | Resultaat | Prestatie                               |
| --------------------- | --------- | --------- | --------------------------------------- |
| Dorin Dumitru Velicu  | mannen    | 25e       | 2.35,44 (51,91 / 51,51 / 52,02)         |
|                       |           |           |                                         |
| Maria Marinela Mazilu | vrouwen   | 18e       | 3.33,92 (53,31 / 53,47 / 53,48 / 53,66) |